# Alfons Erdman
Alfons Erdman (ur. 4 lutego 1886 w Grodźcu, zm. 15 lipca 1943 w Pilikach) – polski nauczyciel, działacz niepodległościowy, samorządowiec i organizator ruchu ludowego, w II RP poseł na Sejm Ustawodawczy oraz I i V kadencji, a także senator II kadencji, burmistrz Bielska Podlaskiego.

## Życiorys
Ukończył gimnazjum w Warszawie oraz studia filologiczne na uniwersytecie w Zurychu. Żonaty z Eugenią z domu Zaleską, miał córkę Hannę (Wieczorkową). Byli właścicielami majątku Krupice koło Siemiatycz.
Pracował w szkolnictwie, m.in. kierował szkołą w Sokołówku, jako inspektor szkolny nadzorował placówki w powiecie bialskim, w Bielsku Podlaskim i w Warszawie. Od 1904 organizował ruch ludowy, spółdzielnie mleczarskie i rolnicze, był m.in. członkiem Rady Głównej Kółek Rolniczych im. S. Staszica.
W 1910 związał się z PPS – Frakcja Rewolucyjna, został absolwentem szkoły partyjnej w Krakowie. Działał w POW. Podczas I wojny światowej należał do Centralnego Komitetu Narodowego i pomocniczego Komitetu Wojennego. Władze okupacyjne internowały go w Mińsku Mazowieckim i w Szczypiornie.
W 1918 został komisarzem powiatu stopnickiego, a w 1919 z listy PSL „Wyzwolenie” posłem na Sejm Ustawodawczy z okręgu Pińczów. Później był jednym z czołowych przywódców PSL „Piast” (w 1922 z jego ramienia uzyskał reelekcję w okręgu Sandomierz) i w latach 1921–1930 członkiem jego Rady Naczelnej, od 1923 zaś członkiem Zarządu Głównego. W 1920 reprezentował PSL „Piast” w Konwencie Seniorów, a w 1922 – w Nadzwyczajnej Komisji Głównej.
W Sejmie Ustawodawczym (1919–1922) pracował w komisjach: administracyjnej (zastępca przewodniczącego), konstytucyjnej, oświatowej oraz spraw zagranicznych. W dalszych kadencjach działał w następujących komisjach sejmowych: od 1922 administracyjnej, spraw zagranicznych; od 1928 oświaty i kultury (sekretarz) oraz prawniczej (sekretarz); od 1938 administracyjno-samorządowej (wiceprzewodniczący), budżetowej. W 1924 został wybrany do komisji specjalnej do zbadania postępowania wobec więźniów, a następnie do komisji specjalnej powołanej w celu zbadania materiałów dotyczących tajnych organizacji w wojsku i w społeczeństwie. W parlamencie II kadencji (1928–1930) był senatorem z województwa białostockiego. Pracą parlamentarną przyczynił się do stworzenia ustawy zasadniczej, szczególnie w zakresie normowania ustroju administracyjnego i podstaw samorządu, a także ordynacji wyborczej. W imieniu PSL „Piast” prowadził szereg negocjacji między klubami parlamentarnymi i stronnictwami politycznymi w sprawie przygotowanych ustaw samorządowych.
Po przewrocie majowym opowiedział się za współpracą z rządem. Był przewodniczącym władz obwodowych Obozu Zjednoczenia Narodowego w Bielsku Podlaskim. Od 1930 aktywny w pracy samorządowej i spółdzielczo-gospodarczej. W latach 1933–1939 sprawował urząd burmistrza Bielska Podlaskiego, a w okresie okupacji niemieckiej wiceburmistrza. Od 1938 do 1939 z ramienia OZN pełnił mandat posła z okręgu Ostrów Mazowiecka.
W 1938 został odznaczony Orderem Polonia Restituta.
Podczas wojny brał czynny udział w ruchu oporu (ps. „Janusz”). Aresztowany, po śledztwie w gestapo został rozstrzelany 15 lipca 1943 w masowej egzekucji w lesie pilickim nieopodal Bielska Podlaskiego. Po dwóch latach przeniesiono ekshumowane zwłoki na cmentarz parafialny i umieszczono w mauzoleum „Ofiarom barbarzyństwa 15 VII 1943”.

## Ordery i odznaczenia
- Krzyż Walecznych po raz pierwszy za służbę w POW w b. zaborze austriackim i b. okupacji austriackiej[2]